# .рф
.рф (punycode: .xn--p1ai; Российская Федерация) — национальный домен верхнего уровня для России. Первый в Интернете домен на кириллице. Отличием от введённого ранее домена «.ru» является то, что в домене «.рф» все имена второго уровня пишутся исключительно кириллицей.

## История

### Обсуждение и официальные мероприятия
По словам главы делегации Министерства связи и массовых коммуникаций России Владимира Васильева, предварительное решение о введении нового домена было принято на 32-й Международной конференции ICANN в Париже. За введение домена также высказался президент России Дмитрий Медведев. Некоторые специалисты[уточнить], например, Антон Носик и Артемий Лебедев, скептически отнеслись к созданию кириллической зоны.
На прошедшей в Каире 2—7 ноября 2008 года 33-й конференции ICANN было принято Решение о выделении России кириллического домена верхнего уровня «.рф».
Презентация домена произошла 30 октября 2009 года в Сеуле.
16 ноября 2009 года Координационный центр национального домена сети Интернет (регистратура национального домена .ru) подал заявку на делегирование домена «.рф» в ICANN.
В настоящее время Координационный центр национального домена сети Интернет (Координационный центр доменов .RU/.РФ) является администратором и выполняет функции национальной регистратуры доменов верхнего уровня .ru и .рф.
Техническим оператором реестров доменов .ru и .рф в начале 2018 года стал «Ростелеком».

### Календарь по запуску домена .рф
Регистрацию было принято провести в ряд этапов:
- 5 ноября — 24 ноября 2009 года — приём заявок на приоритетную регистрацию доменных имён в зоне .РФ для владельцев товарных знаков.
- 25 ноября 2009 года — 11 мая 2010 года (период приоритета № 1) — Регистрация доменных имён в зоне .РФ по процедуре приоритетной регистрации для владельцев русскоязычных товарных знаков и знаков обслуживания.
- 12 мая — 14 июля 2010 года (период приоритета № 2) — регистрация доменных имён в зоне .РФ по процедуре приоритетной регистрации для владельцев русскоязычных товарных знаков и знаков обслуживания, а также владельцы товарных знаков и знаков обслуживания на латинице.
- 15 июля — 16 сентября 2010 года (период приоритета № 3) — регистрация доменных имён для обладателей исключительных прав на фирменные наименования, обладателей исключительных прав использования наименования места происхождения товара, некоммерческих организаций и средств массовой информации. Регистрация проводилась согласно «Положению о приоритетной регистрации доменных имён в домене .РФ для отдельных категорий пользователей», утверждённому решением 2010-10/65 Советом Координационного центра национального домена сети Интернет 13.07.2010[7].
- 11 ноября 2010 года — период открытой регистрации для резидентов России (юридических и физических лиц) по рыночной цене. 30 сентября 2010 Совет Координационного центра национального домена сети Интернет принял решение о старте открытой регистрации в домене .РФ с 11 ноября 2010 года в 12:00 по МСК (UTC+03:00)[8].

### Приоритетная регистрация
Регистрация имён в новой зоне началась 25 ноября 2009 года. Планировалось, что до 25 марта 2010 года регистрация будет доступна только для владельцев торговых знаков, а с середины апреля начнётся свободная регистрация (с постепенным снижением цены в течение двух месяцев). Однако в начале марта было принято решение провести второй этап приоритетной регистрации, а дату начала свободной регистрации перенести на осень 2010 года. 24 марта первый этап приоритетной регистрации был продлён до 11 мая.
Домен «.рф» делегирован в корневой зоне DNS 12 мая 2010 года около 17:20 по московскому времени. Запуск домена был приурочен к первому Российскому Форуму по управлению Интернетом. Первыми доменами, которые начали работать в зоне «.рф» в ночь с 12 на 13 мая 2010 года, стали президент.рф и правительство.рф. В настоящий момент практически все браузеры поддерживают кириллические доменные имена.
31 марта[уточнить] 2010 года были зарезервированы домены с фамилиями президентов России и СССР: «медведев.рф», «путин.рф», «ельцин.рф» и даже «горбачёв.рф». Домены не делегированы.
По состоянию на 14 мая 2010 года были доступны только три сайта с доменной зоной «.рф» — Координационный Центр, Президент России, Правительство России.
25 мая 2010 года на серверах имён, обслуживающих домен «.рф», размещён файл зоны, содержащий информацию о доменных именах «.рф», таким образом началось делегирование имён. С этого момента делегированные домены в зоне «.рф» стали доступными в сети Интернет. Домен «.рф» начал свою работу в штатном режиме.
По данным на 28 мая 2010 года большинство интернет-сайтов кириллического домена «.рф» являются зеркалами латинских доменов .ru, .com, .travel, например, президент.рф (идентично kremlin.ru), правительство.рф (идентично government.ru), кц.рф (идентично www.cctld.ru), и другие.
Некоторые сайты, зарегистрированные в зоне «.рф», автоматически перенаправляют посетителей на зеркало с латинским именем. Например, при наборе в адресной строке яндекс.рф браузер автоматически перейдёт на адрес yandex.ru, при наборе мэйл.рф — на адрес mail.ru, гугл.рф — на google.ru.
По состоянию на середину июля 2010 года в данном домене было зарегистрировано более 14 тысяч доменных имён. Данная статистика была опубликована перед началом третьего этапа приоритетной регистрации доменов, который стартовал 15 июля. На этом этапе зарегистрировать домены смогут СМИ, некоммерческие организации и обладатели фирменных наименований. При этом за два дня до начала очередного этапа регистрации Координационный центр домена .рф изменил правила регистрации заявок от СМИ, согласно которым заявки на приоритетную регистрацию будут приниматься только от тех средств массовой информации, которые получили свидетельства о регистрации до 11 мая 2010 года.
16 сентября 2010 года, в последний день приоритетной регистрации в зоне .РФ, компания REG.RU провела открытые общественные слушания на портале Firmbook, посвящённые предстоящей открытой регистрации в домене .РФ. В формате онлайн-видеоконференции свою точку зрения представили Координационный центр национального домена сети Интернет, аккредитованные регистраторы домена .РФ и интернет-пользователи. Во время встречи эксперты подвели итоги приоритетной регистрации, которая продолжалась более девяти месяцев — с 25 ноября 2009 года до 16 сентября 2010 года. В этот период в порядке приоритета домены регистрировали органы государственной власти и обладатели товарных знаков/знаков обслуживания, средства массовой информации (СМИ), обладатели фирменных наименований. В последующем в честь первого дня рождения регистратор REG.RU представил логотип доменной зоны .РФ для свободного использования российскими интернет-пользователями в повседневной коммуникации.

### Открытая регистрация
Открытая регистрация доменных имён в зоне .рф началась 11 ноября 2010 года. В это время домены на кириллице поддерживались всеми ведущими на тот момент браузерами.
На январь 2012 года подтверждалось продолжающееся с начала открытой регистрации снижение интереса к доменной зоне .рф.
Так, только за 19 дней 2012 года количество доменов в зоне .рф уменьшилось более чем на 40 тыс. имён при общем количестве менее 900 тыс. зарегистрированных на момент публикации доменов.
Однако комментирующие эту статистику представители регистраторов утверждали, что прогнозировали такое развитие событий и высказывали уверенность в успешности доменной зоны.
Самым дорогим оплаченным доменом на аукционах по версии РуЦентр стал «Цемент.рф».
На начало 2018 года кириллический национальный домен верхнего уровня .рф является крупнейшим (по количеству зарегистрированных в нем доменных имен) доменом верхнего уровня с использованием символов национального алфавита (IDN ccTLD) в мире.
В 2022 году домен .рф продемонстрировал рост впервые с 2016 года. Количество доменных имён увеличилось на 1,3 тыс. и достигло 676,2 тыс. Это было обосновано тем, что компании ищут альтернативы международным зонам.

## Киберсквоттинг
В числе негативных последствий введения нового домена было ожидание новой волны киберсквоттинга, захвата доменов «.рф», созвучных существующим проектам в зоне «.ru», как это было и продолжается в зоне «.su», — к примеру, в домене «.su» на сайтах, одноимённых банковским сайтам домена «.ru», появились секс-шопы, и за обладание этими доменными именами их владелец требует выкуп. Для того, чтобы противодействовать подобным проблемам, характерным для любой доменной зоны второго уровня, в домене «.рф» был введён ряд мер, в частности, владельцам торговых знаков был предоставлен приоритет в регистрации соответствующих имён в «.рф».
Профессионалы рынка заблаговременно подготовились и зарегистрировали торговые марки на товары, совпадающие своим названием с популярными запросами в поисковых системах. Лидерами среди них стала ассоциация «Мир», которая зарегистрировала 264 доменных имени (среди которых — красота.рф, радость.рф, звезда.рф, друг.рф и другие), и компания «Новые технологии», которая зарегистрировала 66 доменов. Также в приоритетный период потребительским обществом рекреации «Наше озеро» был зарегистрирован домен порно.рф.
Начало открытой регистрации доменов — 11 ноября 2010 года также было сопряжено со скандалами. В первые часы регистрации поступило огромное количество заявок на одинаковые доменные имена. Регистраторы, избегая обвинений в пособничестве киберсквоттерам, приняли решение зарегистрировать «спорные» домены на себя с проведением впоследствии закрытого аукциона между претендентами. Однако большинство покупателей восприняло это как перехват доменов регистраторами. В результате последовало множество скандальных публикаций, запросов в правоохранительные органы, а также запрос с требованием проверить законность регистрации имён в доменной зоне .рф в ФАС.
В 2010 году Федеральная антимонопольная служба сообщила о нарушении аккредитованными регистраторами в доменной зоне «.рф» некоторых статей закона «О защите конкуренции», например, ФАС России считает нарушением тот факт, что часть доменов была зарегистрирована на самих регистраторов, также отмечались случаи, когда регистраторы проводили аукционы среди пользователей на право регистрации доменных имён. «Российская газета» назвала такие действия операторов киберсквоттерством.
19 ноября 2010 года ведомство возбудило дело в отношении шести регистраторов, в том числе RU-Center, обвинив их в согласованных действиях.
RU-Center зарегистрировал сам на себя 65 тыс. доменов. Самые «привлекательные» имена, а их около 25 тыс., он выставил на аукционы.
Это противоречит правилу «первой заявки», когда доменное имя достаётся тому, кто первым подал на него заявку.
По мнению директора Координационного центра национального домена сети интернет Андрея Колесникова: «Регистратор должен вернуть домены тем, кто подал на них заявки первым». По данным RU-Center, регистратор выручил на доменных аукционах 366 млн рублей.
Ру-центр по этому вопросу имеет другое мнение, по словам Фёдора Смирнова, аналитика РУ-центра, требование вернуть домены тем, кто подал на них заявки первым, инициировали известные киберсквоттеры, которые захватили законным, но нечистоплотным способом на этапе приоритетной регистрации такие дорогие домены, как секс.рф, с целью отмены результатов аукционов и нового передела рынка. На этапе открытой регистрации этим киберсквоттерам не удалось захватить другие дорогие домены в зоне .РФ, и они организовали жалобы в КЦ и ФАС для захвата остальных дорогих доменов .РФ.
1 июля 2011 года Федеральная антимонопольная служба (ФАС России) вынесла решение по прецедентному делу в отношении компаний-регистраторов доменных имён в зоне .РФ сети Интернет. Ру-Центр признали нарушившим закон «О защите конкуренции». Комиссия ФАС России предписала Ру-Центру перечислить в бюджет РФ более 239 млн рублей незаконно полученного дохода от осуществлённых действий. В отношении регистратора также будут возбуждены административные дела, в рамках которых будут рассмотрены вопросы о возможных штрафных санкциях за нарушение КоАП РФ. Помимо этого, принято решение передать сведения по материалам антимонопольного дела в правоохранительные органы.
1 ноября 2011 года Арбитражный суд Москвы отменил решение Федеральной антимонопольной службы о признании RU-CENTER виновным в нарушении закона и взыскании с регистратора денежного штрафа. Это решение было подтверждено в июне 2012 года, когда судом был удовлетворён иск регистратора.

## Технические особенности
- При отсутствии русской раскладки клавиатуры набор адреса сайта возможен с помощью виртуальной клавиатуры или сервиса преобразования транслита в кириллицу, либо латиницей, используя паникод (англ. punycode).
- Выбор для домена именно букв «рф», а не, например, «ру» объясняется условием, чтобы в кириллических доменах использовалась хотя бы одна буква, отличная от латинского алфавита (в данном случае «ф»), чтобы не было путаницы с латинскими доменами («.py» (Paraguay) — национальный домен Парагвая).